# Alzheimer (álbum)
Alzheimer es el cuarto disco de Def Con Dos, grupo de metal rap español.
Todos los temas compuestos por Def Con Dos (excepto Fight For Your Right (Bebe y Lucha) por Beastie Boys y Rick Rubin) y cantados en español (salvo Que te fagorishen, Capitán Araña y Garaipena). Disco editado por P & C Dro, S.A. 1995.

## Lista de canciones
| N.º | Título                                                                                               | Duración |  |
| 1.  | «¿Qué dice la gente? IV»                                                                             | 3:15     |  |
| 2.  | «Alzheimer»                                                                                          | 3:08     |  |
| 3.  | «La culpa de todo la tiene Yoko Ono»                                                                 | 3:08     |  |
| 4.  | «Dímelo tú»                                                                                          | 3:05     |  |
| 5.  | «Zampañampa I»                                                                                       | 0:08     |  |
| 6.  | «Pánico a una muerte ridícula»                                                                       | 4:25     |  |
| 7.  | «Mi reino por un poco de caballo»                                                                    | 3:06     |  |
| 8.  | «Poco pan»                                                                                           | 3:47     |  |
| 9.  | «Niño A, niño B»                                                                                     | 1:21     |  |
| 10. | «Muertos del rock (vol.II)»                                                                          | 3:31     |  |
| 11. | «Coprofagia»                                                                                         | 3:58     |  |
| 12. | «Vasos comunicantes»                                                                                 | 3:37     |  |
| 13. | «No me siga, tonto»                                                                                  | 1:08     |  |
| 14. | «El coche no»                                                                                        | 5:04     |  |
| 15. | «Que te fagorishen»                                                                                  | 1:08     |  |
| 16. | «De cacería»                                                                                         | 3:55     |  |
| 17. | «Pégale al ruido '95»                                                                                | 3:54     |  |
| 18. | «Victoria»                                                                                           | 3:34     |  |
| 19. | «Zamapañampa II»                                                                                     | 0:09     |  |
| 20. | «Fight For Your Right (Bebe y Lucha)» (Versión de Beastie Boys)                                      | 4:16     |  |
| 21. | «Capitán Araña» (No aparecía en la primera edición del disco)                                        | 3:05     |  |
| 22. | «Garaipena» (Versión en euskera de la canción Victoria, no aparecía en la primera edición del disco) | 3:35     |  |

## Autores
- Producido por: Jesús Arispont
- Ingeniero de sonido: Sergio Marcos y Las extrañas criaturas que dejaron de vivir y se convirtieron en zombis
- Supervisión de la producción: Def Con Dos y Los Custodios Lobotomizados
- Edición y mastering: Ian Cooper, estudios Metropolis (Londres)
- Programación Silver Sampler, J. Al Ándalus
- Batería: El Niño Little Boy
- Guitarras: Kamarada Nikolai, El Mercenario, Mala Fe, J. Al Ándalus
- Voces: Strawberry, Peón Kurtz, Juanito Sangre
- Voces adicionales: Subcomandante Arturo, N.M.K. Bul Bul, La Canariona, Crocmaster, J. Al Ándalus, Scarface, Malasaña Mama
- Samplers: Silver Sampler, Padre Damián J. Karras, Peón Kurtz
- Arreglos: Cortina, The Alcalá-Meco Band

- Datos: Q4738829